# Chmýří pampelišek
Chmýří pampelišek je píseň z alba Holomráz české popové hudební skupiny Slza. Hudbu vytvořil Lukáš Bundil a Dalibor Cídlinský Jr., text napsal Xindl X a píseň nazpíval Petr Lexa. Samotná píseň byla vydána 3. listopadu 2017 společně s albem, ale videoklip byl vydán 29. dubna 2018.

## Videoklip
K této písní byl také natočen videoklip. Videoklip obsahuje záběry z jarního Holomráz Tour 2018 (halové turné skupiny Slza). Videoklip natočil a sestříhal Leoš Brabec z PrimeTime.